# Espejos (libro)
Espejos: una historia casi universal es el título de un libro del escritor uruguayo Eduardo Galeano. Publicado por Siglo XXI Editores en 2008, en su primera página informa y advierte que tiene un total de «casi seiscientos relatos» y que, por esa misma razón, no incluye fuentes bibliográficas. Los relatos hablan de tantas historias que tienen, en común y a través de las vidas de los personajes no oficiales, los menos conocidos, la historia de la humanidad.

«Desde el podio, el Che Guevara contempla tanta furia reunida. Tiene la multitud en los ojos. Korda toma esta foto cuando los barbudos llevan poco más de un año en el poder. Su diario no la publica. El director no le ve nada especial. Pasarán los años. Esa foto será un símbolo de nuestro tiempo.»
Eduardo Galeano

Incluye una serie de treinta y un pequeñas ilustraciones, cada una de ellas al lado de los títulos de los textos: se trata de grabados tomados de la exposición Monstruos y seres imaginarios (Biblioteca Nacional, Madrid, 2000).

«Fundación de los abrazos: En Irak nació el primer poema de amor de la literatura universal, miles de años antes de su devastación: Que el cantor teja en cantares/esto que voy a contarte. El cantor contó, en lengua sumeria, el encuentro de una diosa y un pastor. Inanna, la diosa, amó esa noche como si fuera mortal. Dumuzi, el pastor, fue inmortal mientras duró esa noche.»
Eduardo Galeano

## Textos
Algunos de los textos del libro, son: 
- Fundación del machismo
- Resurrección de Jesús
- Las edades de Juana la Loca
- La educación en tiempos de Franco
- Los derechos civiles en el fútbol
- Prohibido ser obrero
- Prohibido ser anormal
- Prohibido ser judío
- Prohibido ser mujer
- ¿En Dios confiamos?

## Ediciones en otros idiomas
El libro ha sido traducido (entre varios) a los siguientes idiomas:
- al inglés: Mirrors: Stories of Almost Everyone, trans. Mark Fried, Portobello Books, 2011, ISBN 1846274397, 9781846274398
- al italiano: Specchi. [Una storia quasi universale], Milano, Sperling & Kupfer, 2008. ISBN 978-88-200-4606-4.
- al portugués: Espelhos: uma história quase universal, lpm, outubro de 2008. ISBN 978.85.254.1809-8